# 北村直登
北村 直登（きたむら なおと、1979年 - ）は、福岡県春日市出身の画家である。

## 来歴
1995年、大分県佐伯市の日本文理大学附属高等学校へ進学、在学中1年間ブラジルへサッカー留学後、2002年、日本文理大学（商経学部卒）を卒業後就職が見つからずフリーターになるも、アルバイトの契約終了後は路上で自作の絵を売って収入を得る。2005年、大分市美術展覧会に入賞。2006年から個展等を開催。
2014年に放送されたフジテレビ・木曜劇場のドラマ「昼顔〜平日午後3時の恋人たち〜」に、作中に登場する画家の作品として絵画を提供し話題になった。大分県大分市のふるさと納税返礼品に北村の絵画が採用されている。